# イギリスの警察
本項では、イギリスの警察について述べる。

## 来歴

### 隣保制の時代
先史時代には、治安の維持は部族・家族によって行われていた。43年、古代ローマによる征服が行われると、ブリタンニア属州ではローマ式の軍隊による警察活動が行われるようになったが、その支配地域外では従来の体制が持続していた。5世紀に入ると、ゲルマン人の侵入を受けたローマ帝国の混乱によりブリタンニアが終焉を迎えたのち、イングランドでは、アングロ・サクソン人の侵攻・移住による七王国時代が幕を開けた。アングロ・サクソンでは、各人が行動および地域の平和に責任を持つという原則があり、これに基づく隣保組織が警察活動の基本となった。すなわち、自由市民は全て事実上の警察官であり、犯罪が生じた場合には、居合わせた住民はその犯人を逮捕・処罰する義務を負うこととなった。これを象徴する制度が叫喚追跡 (Hue and cry) であり、隣保組織の長は角笛を吹き、大声で喚声をあげながら犯人を追跡しなければならず、また周囲の住民もその指揮に従って追跡に加わることが義務付けられていた。この協力を怠った住民に対しては制裁が課せられた。ノルマン人による征服後も、これらの隣保組織による警察活動という原則は踏襲されたが、国王の権力強化に伴って、その代官たる州奉行 (Shire-reeve, Sheriffとも) による監督が強化された。
より近代的な警察機能として、12世紀末のリチャード1世の時代に、地域の名士を選んで、犯罪者の取り調べ・処罰を委任するという治安判事が登場し、エドワード3世統治下の1328年に制度として確立された。またこの時期、法執行を業務とする無給役人であるコンスタブル (constable) も登場しており、14世紀以降、治安判事の統制下に入っていった。しかしこの時期においても叫喚追跡の制度は依然として有効であり、その指揮はコンスタブルの任務の一つであった。コンスタブルは地域住民から選ばれる1年任期制の役職であったが、一般的に極めて不人気であり、後にはコンスタブルから給与を受ける代理人がその仕事を代行するようになった。このような経緯より、おおむね社会的評価は低く、手当は安く、職務に必要な知識・体力を備えていないことも多かった。17世紀の清教徒革命後、オリバー・クロムウェルによる護国卿制時代には、一時的に軍による憲兵警察制度が施行され、法執行は格段に効率化されたものの、伝統的習慣への干渉のために極めて不人気であり、王政復古とともに従前に復した。その後、ジェームズ2世は同種の警察機構の復活を企図したが、やはり反発が大きく、名誉革命による失脚の一因となった。

### 近代的警察へ
これらのコミュニティに依拠した警察機構は、18世紀以降の工業化に伴う都市化によって、次第に破綻をきたすようになっていった。このことから、ロンドンのボウ・ストリート（英語: Bow Street）の治安判事法廷で判事の任にあったヘンリー・フィールディングは、従来の無給警察、夜警部隊のかわりに捜査に精通したものの必要を認め、1750年、シーフ・テイカーから6名を選任してボウ・ストリート巡察隊（英語: Bow Street Runners）を組織した。この隊は極めて能率的に活動し、地区の犯罪を大幅に減少させたことから、全国的に有名になり、現在では英国の近代警察の萌芽と評されている。政府もその有効性を認め、1797年には大尉を指揮官とする68名のボウストリート徒歩警邏隊、1798年にはテムズ川警邏のための水上警察 (Marine Police Force) を設置した。水上警察の設置に貢献したパトリック・カフーン (Patrick Colquhoun) 治安判事は、更に進めて、単一の首都警察隊の設置を提唱したが、同時期のナポレオン・ボナパルトのフランス第一帝政における秘密警察体制が連想されたためもあり、実現しなかった。また1811年のラトクリフ街道殺人事件を契機として、1812年にはリチャード・ライダー
内務大臣によって警察制度の改革を企図した特別委員会が設置されたが、これも反対を受けて挫折した。
しかし当時、英仏戦争終了に伴う戦後の停滞や労働紛争の激化を受けて、急進派戦争に代表されるような騒擾・騒乱事件が多発し、警備警察の重大問題となりつつあった。大部分のコンスタブルには暴動鎮圧を行うだけの能力はなく、治安判事は、暴動を放置するか、あるいは（ピータールーの虐殺に見られるような）軍の治安出動による多数の犠牲者を容認するかという深刻な二者択一を迫られることになり、新たな治安対策が急務となった。この情勢を受けて、1822年に内務大臣に就任したロバート・ピールは首都警察の創設を提唱し、一度は挫折したものの、説得工作を進めるとともに法案自体も漸進的に改訂し、1829年7月、ついに首都警察法が成立し、ロンドン警視庁（MPS）が設置された。警視庁は、ロンドンで行われた多くのデモ・暴動を無血のうちに終了させ、国民に成功を印象づけた。
また地方部でも、1835年都市団体法によって警察機構の整備が着手され、1856年県および市警察法によって、イングランドとウェールズの全域に自治体警察が設置されることとなった。しかしこれによって誕生した200以上の独立した自治体警察のあいだでは、人事管理や業務効率には実質的にかなりの格差が生じていた。状況是正のため、政府は小警察機関の統廃合を志向したものの、地域住民からの反発が根強かったために遅々として進まず、第二次世界大戦を受けた1942年非常時権限法、戦後の1946年警察法によってやっと大規模統廃合がなされた。その後も、1966年の全国的警察統合計画、また1974年の地方自治体再編成に伴う再編成が行われ、イングランド・ウェールズの警察は43組織に減少した。またスコットランドでは、同様の再編成が行われたのち、2012年警察・消防再編法に基づき、2013年4月より、スコットランド警察として一本化された。

## 組織
上記のとおり、古来より地域の秩序・平和を維持する責任は地域住民各々が負うべきであるという自治の意識が強く、組織的な警察機構には反発が強かった。このため、現代に至るも、中央統制をできるだけ排して地方分権の理念に則った自治体警察が原則となっているが、社会情勢の変化に伴って、これらの伝統理念を尊重しつつも警察活動の統一化・規模の拡大が志向されている。

### 内務省
内務省は種々の国内問題を取り扱うが、警察業務については、警察制度の企画立案のほか、国の公安に係る事案についての警察運営、警察活動の基盤である各種警察技術、警察行政に関する調整等を行う。また内務大臣は、イングランドおよびウェールズの地方警察に関しては、警察管理委員会および警察本部長とともに、警察の効果的・能率的運営・管理に責任を負っている。なおスコットランドの地方警察に関しては、スコットランド大臣が同様の責任を負っている。
中央集権的警察に対する忌避感から、内務大臣による警察への監督統制権限は弱いものであったが、社会情勢の変化に伴い、段階的に強化されている。その端緒となったのが1850年代中盤に設置された女王監察官であり、女王により任命された8名の監察官を中心として、内務省の附設機関として監察官室を編成している。これらの監察官は、ロンドン市警察を除くイングランド・ウェールズおよび北アイルランドの全警察について、その業務実績・能率等を監査して、内務大臣に報告することとなっている。スコットランドについても、スコットランド大臣の指揮下に同様の女王監察官が設置されている。また1994年の警察・治安判事裁判所法により、地方警察は、内務大臣およびその指示により警察管理者が策定した実施目標によって活動することが定められた。

#### 国家犯罪対策庁
従来、イギリスには国が直轄する犯罪捜査機関はなかったが、重大犯罪の捜査については、各地方警察の本部長が警視庁に応援を求めることができた。その後、犯罪の広域化・スピード化に対抗する必要から、1992年には組織犯罪対策部局として中央犯罪情報局 (NCIS) が、また1998年には既存の管区犯罪捜査隊を統合改編するかたちで中央犯罪捜査隊 (NCS) が設置された。
2005年、これらを中核として、他の部局の関連部署を統合するかたちで、重大組織犯罪局（SOCA）が設置された。これは、予算は内務省の枠から支出されているものの、政府の直属機関ではない独立組織である政府外公共機関であった。更に2013年には、非内閣構成省庁として国家犯罪対策庁 (NCA) に増強改編された。これらの機関は、アメリカ合衆国の連邦捜査局になぞらえて、「英国版FBI」と称されることもある。

#### 国境部隊
移民・難民とこれに関わる犯罪の増加に対応して、2008年、内務省の関連部局を増強改編するかたちで、外局として国境局（UKBA）が設置された。しかし外局としたことでかえって組織の効率性が低下していることが問題になり、2013年に再度の組織改編がなされ、事務部門の大部分は、ビザおよび入国局 (UKVI) と入国管理執行局 (IE) として、再び内務省の内部部局に組み込まれた。そして法執行などにあたる実施部隊は、国境部隊 (Border Force) として内務大臣の直轄指揮下に入った。
国境部隊は、42メートル型カッター（ダーメン・スタン4207型巡視艇）4隻を含めて、5隻のカッター（巡視船）を擁している。これらのカッター隊は、税関から隷属替えされた監視艇隊を起源としており、港湾等での臨船審査や密貿易監視のための沿岸哨戒のため、365日・24時間にわたって30分待機の体制を維持している。

### ロンドン警視庁
シティ・オブ・ロンドンを除くグレーター・ロンドン一円を管轄するのがロンドン警視庁である。その他の地方警察とは異なり、内務大臣が警察管理者となっていたが、2011年の警察改革及び社会責任法によって警察管理者制度が原則廃止されたことから、2012年には、新設された市長公安室 (Mayor's Office for Policing and Crime) がその業務を引き継いだ。
警視庁は、首都であり国際都市であるロンドンを担当する地方警察であるとともに、国の公安に係る事案や王室の関係者・施設の警備、外国政府関係者・関係施設の警備など特殊な業務を負っている。その特殊性から、首長である警視総監 (Commissioner of Police of the Metropolis) は閣僚に次ぐ栄誉を担うほか、警視総監、副総監および総監補は、内務大臣の奏請によって国王（女王）が任命することとなっている。また警察官1人あたりの負担人口は、イングランドおよびウェールズの地方警察の平均が457人であるのに対して警視庁では273人となっており、これらの付加的業務のための人員が多く割かれているのが特徴である。
初代本部の所在地から『スコットランドヤード』とも呼ばれる。

### ロンドン市警察
シティ・オブ・ロンドンには、ロンドン証券取引所やイングランド銀行、ロイズ本社などイギリスの商業・経済・金融の中枢機関が集中しており、重要な金融センターとなっていることから、経済犯罪が問題となる。また夜間定住人口は約4,000人に過ぎないにもかかわらず、昼間人口は60万人にも達し、狭隘な地区に多数の人間が蝟集することから、交通渋滞や各種事件事故も多発している。このような特殊性や歴史的な独立性を考慮して、グレーター・ロンドンのその他の地域とは別に、シティのみを管轄する警察組織としてロンドン市警察が設置されている。
警察管理者は、建前上は市議会 (Court of Common Council) 、実際には市議会で選出された常任委員会である。市警察の長も、警視庁と同様に警視総監と称されており、社会的評価の高さを表している。警視総監は人事・警察業務の処理を一任されており、警視庁や他の地方警察よりも広い権限を持つが、一方で、警視庁の警視総監のような治安判事としての権能はなく、地方警察本部長のような警察官としての権能もないため、司法警察という面では限られたものとなっている。

### 地方警察
イギリスでは地方自治体単位で組織されている地方警察 (Territorial police force) が一般警察活動にあたっている。2012年度までは、イングランドおよびウェールズには43個（上記のロンドン警視庁および市警察を含む）、スコットランドには8個、そして北アイルランドに1個の地方警察が設置されていたが、2013年度よりスコットランドの警察組織は一本化された。

#### イングランドおよびウェールズ
イングランドおよびウェールズでは、関係地方自治体ごとに設けられた警察管理者 (Police authority) が警察の維持管理にあたってきた。これは地方議会議員、治安判事および有識者からなる合議体であり、政府の承認を得て、警察本部長・本部長補の任命や定員上限の設定、施設・整備品などの地方警察行政にあたっていた。その後、2011年の警察改革及び社会責任法の制定によってこの制度は原則廃止され、警視庁以外の地方警察では公選の公安管理官 (Police and crime commissioner) がその業務を引き継ぐとともに、助言と監視のため、公安委員会（Police and Crime Panel）が設置された。また2017年警察及び犯罪法によって、消防活動も警察本部長の管轄下に入ることになった。
なお警察教育は内務省の機関によって行われており、初任者教育は6ヶ所に設けられた警察教育センター、幹部養成は警察大学校が担当している。
警察本部長 (Chief constable) は地方警察の長であり、警察の能力・能率等に関して責任を負い、警察管理者に対して年次報告書を提出する。また政府はこの報告書の複写の提出を受けるとともに、上記の女王監察官の監察によって警察機能を確認している。各警察本部では、通例、本部長・副本部長のほかに数名の本部長補が配置され、それぞれ若干の部・課を擁して、警務や刑事、地域などといった警察業務を担当している。また下部組織として、警視長を署長とする警察署が設置され、さらに主任警部を長とする分署が附置されている。
上記の通り、現在、イングランドおよびウェールズには、ロンドン警視庁および市警察を除けば、下記の41個の地方警察が設置されている。
- エイボン・サマーセット警察
- ベッドフォードシャー警察
- ケンブリッジシャー警察
- チェシャー警察
- クリーブランド警察
- カンブリア警察
- ダービーシャー警察
- デヴォン・コーンウォール警察
- ドーセット警察
- ダラム警察
- ダベッド・ポーイス警察

- エセックス警察
- グロスタシャー警察
- 大マンチェスター警察
- グエント警察
- ハンプシャー警察
- ハートフォードシャー警察
- ハンバーサイド警察
- ケント警察
- ランカシャー警察
- レスターシャー警察

- リンカンシャー警察
- 西マーシア警察
- マージーサイド警察
- 西ミッドランズ警察
- ノーフォーク警察
- ノーサンプトンシャー警察
- ノーザンブリア警察
- ノッティンガムシャー警察
- スタッフォードシャー警察
- サフォーク警察

- サリー警察
- サセックス警察
- テムズバレー警察
- ウォリックシャー警察
- 北ウェールズ警察
- 南ウェールズ警察
- ウィルトシャー警察
- 北ヨークシャー警察
- 西ヨークシャー警察
- 南ヨークシャー警察

#### スコットランド
スコットランドの警察組織は、基本的にはイングランドおよびウェールズと同様で、再編期を経て、1990年代には8個の地方警察が設置されていた。しかし内務大臣ではなくスコットランド大臣に監督されており、また警察大学校や機動捜査隊を共同で運営するなど、やや独立性が強い面があった。また警察管理者は、イングランドおよびウェールズとは異なり、議員のみで構成されていた。
1996年4月より、警察管理者の業務は、新しいスコットランド議会（Unitary Council）に統一された。そして警察機関についても、2012年の警察・消防再編法に基づき、2013年4月より、スコットランド警察として一本化された。

#### 北アイルランド
北アイルランド問題を考慮して、同地の警察機構はブリテン島のものとは大きく異り、単一の警察組織が基本とされている。イギリス併合時代のアイルランドの警察機関であった王立アイルランド警察隊（RIC）は1922年のアイルランド自由国の成立とともに解体され、北アイルランドの警察機関として新設された王立アルスター警察隊（RUC）に引き継がれた。警察管理者は北アイルランド担当大臣が任命する委員長（Chairman）とされていた。また2001年11月には、北アイルランド警察庁（PSNI）に改編された。
警察官1人あたりの負担人口は、イングランドおよびウェールズの地方警察の平均が457人、付加的業務が多い警視庁でも273人であるのに対し、RUCでは132人と極端に少ない。これはIRA暫定派のテロなどを考慮したものとされている。

### 特別警察
特殊な施設を担当する特別警察として、下記のような機関が設置されている。
鉄道警察
ネットワーク・レールを中心として、グレートブリテン島の鉄道網を担当する。
港湾警察
ドーバー、ブリストルなど、いくつかの港湾管理者は小規模な警察組織を有している。以前はロンドン港も港湾警察を設置していたが、1992年にティルブリー港湾警察として縮小改編され、大部分の権限は警視庁や市警察、エセックス警察およびケント警察に移譲された。
大学警察
ケンブリッジ大学などは、小規模な警察組織を有している。
民間核施設保安隊
民間の核施設およびイギリスを通過する核物質の警備を担当する。
国防省警察
国防省の施設を担当する。憲兵 (RMP) とは独立した文民警察組織である。

## 人員・装備

### 階級
警察官の階級は、基本的に警察規則ないしこれに準じる規則により規定されており、これ以外のものを設置する場合には担当大臣（内務大臣またはスコットランド担当大臣）の許可が必要となる。下表のうち、太字の階級が基本とされている。
| 階級名                                                                            | 肩章例 (警視庁)                                                        |
| --------------------------------------------------------------------------------- | ---------------------------------------------------------------------- |
| 警視総監 (Commissioner) - 警視庁・市警察のみ 警察本部長 (Chief constable)         | Metropolitan Police Commissioner of the Metropolis Epaulette           |
| 副総監 (Deputy Commissioner)                                                      | Metropolitan Police Deputy Commissioner of the Metropolis Epaulette    |
| 総監補 (Assistant commissioner) - 警視庁のみ 本部長補 (Assistant chief constable) | Metropolitan Police Assistant Commissioner of the Metropolis Epaulette |
| 副総監補 (Deputy assistant commissioner) - 警視庁のみ                             | UK Police Deputy Chief Constable Epaulette                             |
| 警視監 (Commander)                                                                | UK Police Assistent Chief Constable Epaulette                          |
| 警視長 (Chief superintendent)                                                     | UK Police Chief Superintendant Epaulette                               |
| 警視 (Superintendent)                                                             | UK Police Superintendant Epaulette                                     |
| 警部長/主任警部 (Chief inspector)                                                 | UK Police Chief Inspector Epaulette                                    |
| 警部 (Inspector)                                                                  | UK Police Inspector Epaulette                                          |
| 署在巡査部長/主任巡査部長 (Station sergeant)                                      | 該当なし                                                               |
| 巡査部長 (Sergeant)                                                               | Metropolitan Police Sergeant Epaulette                                 |
| 巡査 (Constable)                                                                  | Metropolitan Police PC Epaulette                                       |

## 活動

### 刑事警察
イギリスの警察では、私服勤務を原則とする警察官（刑事）による犯罪捜査部門が設置されている。各警察本部の刑事部のほか、各警察署にも刑事が配置されている。警察署の刑事は、人事面では警察署長の管理下にあるが、捜査活動は本部刑事部の統制下におかれている。
刑事は、制服警官のなかで犯罪捜査の適性を備えていると認められたものからの志願者である。一度刑事として選任されると、制服警官との間では人的交流は乏しく、給与は他部門の警官よりも1階級上相当とされ、階級も、警視長より下では、「刑事警部」など「刑事」を冠して、他の部門と区別されている。

### 警備警察

#### 公安警察
イギリスに特異な警備警察事情としてアイルランド問題がある。クロムウェルのアイルランド侵略は近代的警察機関の成立以前の出来事であり、18世紀末の反乱への対応なども国外植民地としてのアイルランドでの対反乱作戦であり、警察機関の関与は乏しかった。しかし19世紀には、フェニアン党による破壊行為などが問題となり、警視庁にまで爆弾が仕掛けられる騒ぎとなった。このことから、1883年、警視庁内にアイルランド特別部（Special Irish Branch）が設置された。同部は非常な成果を挙げたことから、1886年には部門名から「アイルランド」が外されて特別部 (Special Branch) となり、ヴィクトリア女王の在位50年祝賀式の警備や、外国人無政府主義者の取締など、総合的な公安警察へと発展していった。
アイルランド独立戦争を受けた1921年の英愛条約の締結後も、北アイルランド問題は残存し、警備警察の重大問題であり続けた。また1970年代には、IRA暫定派以外にも怒りの旅団などのテロ攻撃が問題となったことから、対テロ作戦に専従するテロ対策部 (Anti-Terrorist Branch) も設置された。これは警視監を長とし、テロ事件捜査を国家レベルで調整する権限を持っていた。1986年には、専門業務部 (Specialist Operations) 制度の発足に伴い、特別部はSO12、テロ対策部はSO13に改編された。2005年、これらはテロ対策指令部（SO15）として統合改編された。
また警察機関以外に、内務省直轄の保安局（MI5）は英国本土、外務・英連邦省の秘密情報部（MI6）は国外において、テロ活動関係を含めた情報収集を行っている。

#### 武装要員
イギリスの警察では、警察官が武器を携行することで、かえって犯罪者の武装を誘発するという観点から、伝統的に非武装が志向されてきた。重武装の犯人逮捕に向かう場合に銃器を携行することはあったが、これも射撃の上級射手に限られていた。しかし1966年8月、3人の私服警官が強盗犯人により虐殺された事件（ブレーブルックの虐殺）を受けて、武装強化の必要性が意識されるようになった。
これを受け、まず1966年12月、ロンドン警視庁に銃器部（Firearms Department）が創設された。その後、警視庁内の体制改編とともに、専門業務部（SO19）、中央業務部（CO19）、専門刑事・業務部（SCO19）と、順次に改編されている。地方警察でも同様に、銃器部隊 (Firearms unit) などの部隊が設置されている。ロンドン警視庁に倣った武装応召車（ARV）も普及しており、1993年末の時点で、イングランドおよびウェールズの43個の地方警察のうち33個がARVを運用していた。2000年代に入ると、ロンドンオリンピックを控えて警備力強化が進められるようになり、2009年度末の時点で、銃器携行許可をもつ公認射手（AFO）は6,868名まで増強されていたが、その後は緩やかに減少し、2014年度末の時点では5,875名となっていた。
対テロ作戦は、特にグレートブリテン島ではSASなどの軍部隊に委託することが多かったが、欧州における対テロ戦争の激化を受けて、2014年より警視庁SCO19を端緒として対テロ専門射手（CTSFO）の制度が開始され、独力での実力行使にも対応できるようになった。またシャルリー・エブド襲撃事件を受け、上記の公認射手減少を補う意味も含めて、2015年より警視庁の集団警備力にあたるSCO20の機動隊 (Territorial Support Group) の銃器運用能力が拡充され、SCO19を補完する支援部隊としての役割が付与された。
そしてその後のパリ同時多発テロ事件を受けて、2016年には鉄道警察・民間核施設保安隊・国防省警察といった特別警察組織の武装要員を一元的に統合運用することで、全国規模の対テロ作戦部隊を設置する計画が発表された。